# Lingvistikolympiaden

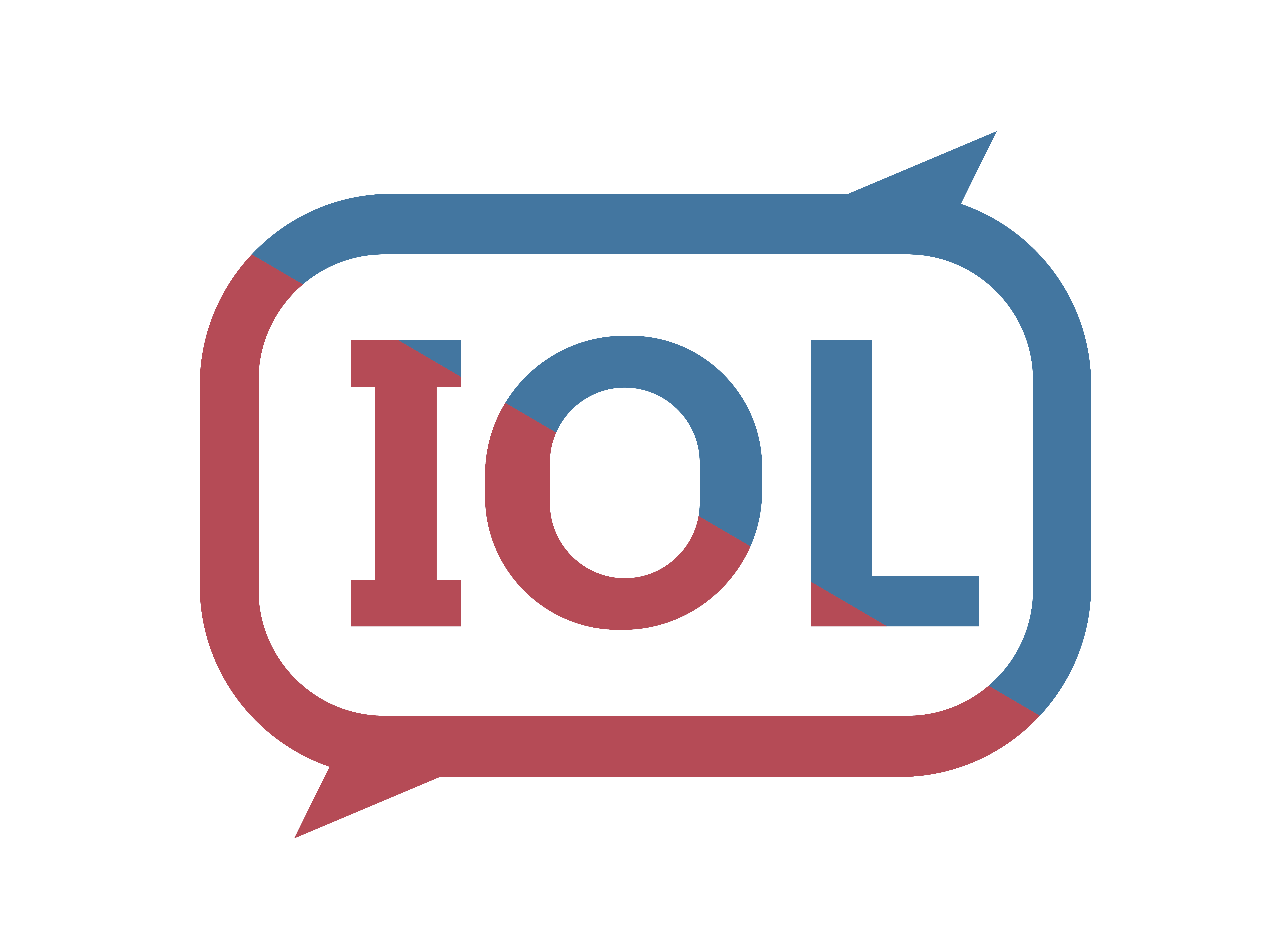
Internationella lingvistiska olympiadens logotyp sedan 2015.

Lingvistikolympiaden, eller IOL, är en av 12 internationella vetenskapsolympiader. Den avgörs årligen i slutet av juli eller början av augusti. I tävlingen testas deltagarnas problemlösningsförmåga inom teoretisk lingvistik. Varje deltagarland får skicka upp till två lag med fyra personer i varje.

## Upplägg
Lingvistikiolympiaden består av två tävlingar, en individuell och en i lag. I den individuella tävlingen får deltagarna sex timmar för att lösa fem problem. I lagtävlingen får lagen fyra timmar på sig att lösa ett väldigt svårt och tidskrävande problem.
I den individuella tävlingen delas guld-, silver- och bronsmedaljer i förhållandena 1:2:3 till den bästa tredje- till fjärdedelen av deltagarna. Dessutom delas det ut en till två belöningar för bästa lösning av varje problem. I lagtävlingen belönas endast de tre bästa lagen.

## Tidigare IOL
| Nmr | År   | Stad                       | Datum           | Länder | Deltagare | Webbsida | Problem |
| --- | ---- | -------------------------- | --------------- | ------ | --------- | -------- | ------- |
| 1   | 2003 | Borovets, Bulgarien        | Sept 6–12       | 6      | 33        | länk     | länk    |
| 2   | 2004 | Moskva, Ryssland           | Juli 31 – Aug 2 | 7      | 43        | länk     | länk    |
| 3   | 2005 | Leiden, Nederländerna      | Aug 8–12        | 9      | 50        |          | länk    |
| 4   | 2006 | Tartu, Estland             | Aug 1–6         | 9      | 51        | länk     | länk    |
| 5   | 2007 | Sankt Petersburg, Ryssland | Juli 31 – Aug 4 | 9      | 61        | länk     | länk    |
| 6   | 2008 | Slăntjev Brjag, Bulgarien  | Aug 4–9         | 11     | 63        | länk     | länk    |
| 7   | 2009 | Wrocław, Polen             | Juli 26–31      | 17     | 86        | länk     | länk    |
| 8   | 2010 | Stockholm, Sverige         | Juli 19–24      | 18     | 99        | -        | länk    |
| 9   | 2011 | Pittsburgh, USA            | Juli 24–30      | 19     | 102       | länk     | länk    |
| 10  | 2012 | Ljubljana, Slovenien       | Juli 29 – Aug 4 | 26     | 131       | länk     | länk    |
| 11  | 2013 | Manchester, Storbritannien | Juli 22–26      | 26     | 138       | länk     | länk    |
| 12  | 2014 | Beijing, Kina              | Juli 21-25      | 28     | 152       | länk     | länk    |
| 13  | 2015 | Blagoevgrad, Bulgarien     | Juli 20-24      | 29     | 166       | länk     | länk    |
| 14  | 2016 | Mysore, Indien             | Juli 25-29      | 31     | -         | länk     | -       |
| 15  | 2017 | Dublin, Irland             | -               | -      | -         | -        | -       |

## Svenska uttagningen och resultat
De svenska lagen tas ut genom tävlingen lingolympiaden.

### 2016
År 2016 var tävlingen i Mysore, Indien. Sverige skickade ett lag bestående av David Avellan-Hultman (Danderyds gymnasium), Marika Rostvall (Danderyds gymnasium), Emil Ingelsten (Hvitfeldtska gymnasiet) och Amanda Kann (Kungsholmens gymnasium). I den individuella tävlingen tog David, Emil och Amanda bronsmedaljer, dessutom fick David utmärkelse för bästa lösning av problem 3, ett morfosyntaxproblem på kenzispråket. I lagtävlingen placerade sig Sverige som första lag.